# Castello di Vicchiomaggio
Il castello di Vicchiomaggio si trova nel comune di Greve in Chianti. Il nome Vicchio significa vico, borgo (originato da viclum, viculum) e -Maggio sta per "maggiore".

## Storia e descrizione
In origine il castello si chiamava  Vicchio dei Lambardi, perché apparteneva a questa famiglia nell'epoca longobarda ed esso è ricordato fino dal 957, nei documenti della badia di Passignano del X e  XI secolo. Il castello apparteneva  a Littifredo Nobile, figlio di Adolardo, nel 957.
Oggi restano i ruderi delle sue mura e delle torri. Nel Cinquecento il castello, divenuto villa con giardino, prese il nome di Vicchio Maggio durante il governo dei Medici, in relazione alle maggiolate del Calendimaggio che vi si svolgevano alla presenza di molti fiorentini venuti qui per l'occasione. Vicino ad esso c'è la chiesa di Santa Maria a Vicchiomaggio, ristrutturata, che mostra una leggera dicromia nella finestra dell'abside e il cui interno è ad una navata.